# 渡部紫緒
渡部 紫緒（わたなべ しお、1月24日 - ）は、日本で活動する作詞家。所属事務所はアッシュバニー。

## 来歴・人物
幼少のころから音楽に興味を持ち、高等学校音楽科進学。パーカッションを専攻し、音楽の基礎を身につける。
高校卒業後、学業のため渡米。ステイ先の教会、結婚式等などでウェディングシンガーなどを務める。 在米中にギターを始めたころをきっかけに趣味で作詞・作曲などを始める。
帰国後、ライブ活動や仮歌、カバー着うたボーカルを始める。
ドラム教室発表会でのボーカルを務めたり、2009年夏にはアーティストのライブリハでの仮歌を経験するなど、幅広いジャンルの歌唱をこなしていくようになる。
作詞については、言葉選びのセンス、表現力の豊かさを仮歌を依頼する作曲家から高く評価されており、2010年秋、作曲家 坂部剛の勧めで初めて作詞コンペに参加する。
2011年1月スタートのテレビアニメ『GOSICK -ゴシック-』のオープニングテーマ、エンディングテーマの作詞コンペで両曲ともに選出されたことで本格的な作詞活動をスタートさせた。
独自の感性で言葉を見つけ、映像作品等では作品の世界観を感覚的にキャッチし的確に表現できる作詞家として、アニメや特撮番組などの主題歌、キャラクターソング、アーティスト作品など、多数の作品を発表し、活躍の場を拡げている。
同じ事務所の作曲家坂部剛との作品が多い。

## 作品

### テレビアニメ
- GOSICK -ゴシック-（2011年）

Destin Histoire
Resuscitated Hope
unity
Incertitude
巡り行く時間を君と
Fatal Ironies
Pour fille～約束の子守唄～
- HUNTER×HUNTER（第2作）（2011年）

グーグーグー!
緋に燃える瞳
1/13
- マギ（2012年～2013年）

one step further
Sail for Triumph
- デート・ア・ライブ シリーズ（2013年～2014年、2019年、2022年、2024年）

デート・ア・ライブ
Trust in you
Q&A
マーメイド ラブストーリー
My Treasure
monochrome
calling
I swear
OveR
S.O.S
Paradoxes 
ヒトヒラ
- 七つの大罪（2015年）

Never-ending
Righteous Thunder
- 12歳。〜ちっちゃなムネのトキメキ〜（2016年）

Sweet Sensation
- タブー・タトゥー（2016年）

EGOISTIC EMOTION
- CHEATING CRAFT（2016年）

加速するトライアル
- うちの娘の為ならば、俺はもしかしたら魔王も倒せるかもしれない。（2019年）

I'm with you
- 放課後さいころ倶楽部（2019年）

On the Board
- 賢者の弟子を名乗る賢者（2022年）

挑み続ける者たち
新緑のメロディア
- 新米錬金術師の店舗経営（2022年）

Fine Days
- 星屑テレパス（2023年）

点と線

#### Webアニメ
- ルナたん 〜1万年のひみつ〜（2017年）

Dreamy Lights
- ソードガイ The Animation（2018年）

サダメゴト

### 映画
- ストライクウィッチーズ 劇場版（2012年）

約束の空へ～私のいた場所～
Going Up
- 劇場版デート・ア・ライブ 万由里ジャッジメント（2015年）

Invisible Date
Go☆サマーガール
Follow me！
Once Upon a Rainy Day
with you
Lollipop Baby
美味しいデェト
愛慕
Resolution
- デジモンアドベンチャーtri.（2017年）

Together as one
- デート・ア・バレット 前編『デッド・オア・バレット』（2020年）

Only wish
- デート・ア・バレット 後編『ナイトメア・オア・クイーン』（2020年）

Precious

#### OVA
- ストライクウィッチーズ Operation Victory Arrow vol.2 エーゲ海の女神（2015年）

Fly Beyond

### 特撮
- 獣電戦隊キョウリュウジャー（2013年 - 2014年）

SLASH〜斬撃無双
閃光のブレイブ
咆哮!ブラギガス
- 烈車戦隊トッキュウジャー（2014年 - 2015年）

烈車戦隊トッキュウジャー
Go! Go! トッキュウジャー
I saw the light
Choo Choo WAGON
黒鉄将軍シュバルツ
- Vシネマ『ゴースト RE:BIRTH 仮面ライダースペクター』（2017年）

いとしいたまご
- Vシネクスト『ビルド NEW WORLD 仮面ライダークローズ』（2020年）

CROSS
- 4週連続スペシャル スーパー戦隊最強バトル!!（2020年）

最強最高 SUPER STARS！
- Vシネクスト『ビルド NEW WORLD 仮面ライダーグリス』（2020年）

Perfect Triumph
- 仮面ライダーセイバー（2021年）

Will save us
- Vシネクスト『仮面ライダーセイバー 深罪の三重奏』（2022年）

Bittersweet
- ウルトラマントリガー NEW GENERATION TIGA（2021年 - 2022年）

明日見る者たち
- 仮面ライダーリバイス（2022年）

My dream
- 仮面ライダーリバイス The Mystery（2022年）

Without you
- リバイスレガシー 仮面ライダーベイル（2022年）

My dream
- DEAR GAGA（2022年）

Without you DEAR GAGA Ver.
- 劇場版 仮面ライダーリバイス バトルファミリア（2022年）

My dream（emikurara Solo ver.）
- 暴太郎戦隊ドンブラザーズ（2022年 - 2023年）

Don't Boo! ドンブラザーズ
- 仮面ライダーギーツ（2022年 - 2023年）

日曜日のノラネコ
I Peace
- 王様戦隊キングオージャー（2023年）

Waking the King
Just we go
Pride and Brave

### ゲーム
- デート・ア・ライブ 凜祢ユートピア（2013年6月27日、PlayStation 3）

デート・イン・ユートピア
きっと ずっと
- デート・ア・ライブ 或守インストール（2014年6月26日、PlayStation 3）

インストレーション
- アイドルマスター シンデレラガールズ（2011年～、スマートフォンアプリゲーム）

Take me☆Take you
Last Kiss
to you for me
Max Beat
Joker
Never ends
キセキの証
Starry Night
Little More
- 仮面ライダー シティウォーズ（2017年～2021年、スマートフォンアプリゲーム）

Reason for
- この素晴らしい世界に祝福を！～この欲望の衣装に寵愛を！～（2020年9月24日、Nintendo Switch/PlayStation 4）

It's so fine !

### ラジオ
- THE IDOLM@STER STATION!!+（ネットラジオ）

Monday Night Fever☆
- A&G NEXT GENERATION Lady Go!!

Progression
A Little Magic

### アーティスト
- 内田彩

Sweet Rain
Let it Shine
- 斉藤秀翼

Seize the Chance
- 村川梨衣

Sweet Sensation
Dreamy Lights
Snow Christmas
- petit milady

大好き。ありがとう。
One and Only Story
- Pyxis

Please! Please!
Sweat&Tears
- +α/あるふぁきゅん。

ソノサキ
- 伊藤美来

ワタシイロ
点と線
- 諏訪ななか

So Sweet
Morning glow
- 和氣あず未

安曇野小夜曲
- 相良茉優

Go for it!
- 直田姫奈

Monday Night

### その他
- 『On / Off〜The Covers〜』（英語訳詞）

チェリー
浪漫飛行
サボテンの花
君がいるだけで
ドラマティック・レイン
恋の予感
夢の途中
- 『ワールドウィッチーズ』シリーズ10周年記念曲

Fly up so high（作詞提供）
- プリキュアプリティストア『アイドルプリキュア』（作詞提供）

Eternal Moment
UP TO ME